# 福井県小学校の廃校一覧
福井県小学校の廃校一覧（ふくいけんしょうがっこうのはいこういちらん）は、福井県内の廃校となった小学校の一覧。対象となるのは、学制改革（1947年）以降に廃校となった小学校、および分校である。なお、校名は廃校当時のもの。廃校時に小学校が所在していた自治体がその後、合併により消滅している場合は、現行の自治体に含める。また休校中の県内の小学校（分校）は公式には存続していることとなっているが、便宜上本項に記載する。
（）内は、廃校になった年（もしくは、休校の措置が取られた年）である。

## 福井市
- 福井市立殿下小学校国山分校（1967年1月）[1]
- 福井市立殿下小学校千合分校（1967年1月）[1]
- 福井市立殿下小学校尼ヶ谷冬季分校（1967年1月）[1]
- 福井市立殿下小学校別所分校（1969年）[1]
- 福井市立社南小学校南居分校（1973年）[注釈 1]
- 福井市立上郷小学校奥平分校（1975年休校、1989年廃校）
- 福井市立一光小学校（1992年休校）[2]
- 福井市立上郷小学校中平冬季分校（1997年）[3]
- 福井市立河合小学校中角分校（1999年）[4]
- 福井市立上郷小学校（2005年下郷小と統合し福井市本郷小学校へ）[5]
- 福井市立下郷小学校（2005年上郷小と統合し本郷小へ）[5]
- 福井市立高須城小学校（2007年休校）[6]
- 森田町立森田第一小学校（1949年森田第二小と統合し福井市森田小学校〈当時：森田町立〉へ）[7]
- 森田町立森田第二小学校（1949年森田第一小と統合し森田小へ）[7]
- 美山町立羽生小学校間戸分校（1992年）[8]
- 美山町立上味見小学校（2001年統合により福井市美山啓明小学校〈当時：美山町立〉へ）[9]
- 美山町立下味見小学校（同上）[9]
- 美山町立芦見小学校（同上）[9]
- 美山町立上宇坂小学校（同上）[9]
- 越廼村立下岬小学校（1979年福井市越廼小学校〈当時:越廼村立〉へ統合）[10]
- 清水町立清水西小学校第一分校（1997年休校、2004年廃校）[11]
- 清水町立清水西小学校第二分校（1999年休校、2004年廃校）[11]

## 敦賀市
- 敦賀市立阿曽小学校（1958年敦賀市立東浦小学校へ統合）[12]
- 敦賀市立松原小学校〈旧〉（1961年統合により西浦小へ）[13]
- 敦賀市立松原小学校色分校（同上）[13]
- 敦賀市立松原小学校浦底分校（同上）[13]
- 敦賀市立松原小学校手分校（同上）[13]
- 敦賀市立松原小学校立石分校（1961年西浦小立石分校となり[13]、1971年廃校[14]）[注釈 2]
- 敦賀市立西愛発小学校駄口分校（1971年）[14]
- 敦賀市立西愛発小学校山中冬季分校（1972年）
- 敦賀市立五幡小学校（1973年）[14]
- 敦賀市立咸新小学校池河内分校（1981年休校）[15]
- 敦賀市立西愛発小学校（1984年統合により愛発小へ）[14]
- 敦賀市立中愛発小学校（同上）[14]
- 敦賀市立東愛発小学校（同上）[14]
- 敦賀市立愛発小学校（2005年敦賀市立中郷小学校へ統合）[16]
- 敦賀市立葉原小学校（2006年咸新小へ統合）[15]
- 敦賀市立常宮小学校（2015年休校[17]、松原小へ統合[18]）
- 敦賀市立西浦小学校（2015年休校[19]、松原小へ統合[18]）
- 敦賀市立敦賀北小学校（2021年赤崎小、咸新小と統合し敦賀市立角鹿小学校へ）[20]
- 敦賀市立赤崎小学校（2021年敦賀北小、咸新小と統合し角鹿小へ）[20]
- 敦賀市立咸新小学校（2021年敦賀北小、赤崎小と統合し角鹿小へ）[20]

## 小浜市
- 小浜市立加斗小学校西勢分校（1969年）[21]
- 小浜市立松永小学校門前分校（1969年）[22]
- 小浜市立堅海小学校（1991年統合により小浜市立内外海小学校へ）[23]
- 小浜市立阿納尻小学校（同上）[23]
- 小浜市立矢代小学校（同上）[23]
- 小浜市立下根来小学校（2008年小浜市立遠敷小学校へ統合）[24]
- 小浜市立田烏小学校（2012年内外海小へ統合）[23]
- 小浜市立遠敷小学校（2019年統合により小浜市立小浜美郷小学校へ）[25]
- 小浜市立国富小学校（同上）[25]
- 小浜市立松永小学校（同上）[25]
- 小浜市立宮川小学校（同上）[25]
- 加斗村立加斗小学校長井分校（1955年2月）[21]

## 大野市
- 大野市立打波小学校小池分校（1961年休校、1963年廃校[26]）
- 大野市立小山小学校飯降分校（1963年）[27]
- 大野市立上庄小学校五条方分校（1965年）[28]
- 大野市立下庄小学校中保分校（1968年）[29]
- 大野市立若生子小学校（1969年）[26]
- 大野市立宝慶寺小学校（1970年）[26]
- 大野市立打波小学校嵐分校（1970年）[26]
- 大野市立小山小学校阿難祖分校（1970年）[27]
- 大野市立阪谷小学校松丸分校（1971年）[30]
- 大野市立下庄小学校庄林分校（1971年）[29]
- 大野市立打波小学校（1973年）[26]
- 大野市立上庄小学校木本分校（1983年）[28]
- 大野市立上庄小学校吉分校（1983年）[28]
- 大野市立勝原小学校（1986年大野市立富田小学校へ統合）[31]
- 大野市立六呂師小学校（1962年大野市立阪谷小学校から独立するも、2006年再統合）[30]
- 大野市立森目小学校（2010年富田小へ統合）[31]
- 大野市立蕨生小学校（2012年富田小へ統合）[31]
- 大野市立乾側小学校（2021年大野市立下庄小学校へ統合）[32]
- 大野町立有終小学校（1950年大野市立有終西小学校〈当時：大野町立〉[33]と大野市立有終南小学校〈当時：大野町立〉[34]へ分割）
- 西谷村立秋生小学校（廃校時期不詳）[35]
- 西谷村立巣原小学校温見分校（1964年）[注釈 3]
- 西谷村立巣原小学校熊河分校（1964年）[注釈 4]
- 西谷村立巣原小中学校（1965年）[35]
- 西谷村立中島小中学校（1969年8月31日）[35]
- 和泉村立日進小学校白馬分校（1959年）
- 和泉村立日進小学校（1966年）[36]
- 和泉村立日進小学校東市布分校（1966年）[36]
- 和泉村立日進小学校荷暮分校（1966年）[36]
- 和泉村立大和小学校（1966年）[36]
- 和泉村立大和小学校久沢分校（1966年）[36]
- 和泉村立大和小学校伊勢分校（1966年）[36]
- 和泉村立下山小学校（1973年朝日小〈現：大野市立和泉小学校〉へ統合）[37]
- 和泉村立朝日小学校後野分校（同上）[37]
- 和泉村立朝日小学校宮前分校（同上）[37]
- 和泉村立大納小学佼（1996年朝日小へ統合）[37]

## 勝山市
- 勝山市立北郷小学校第一分校（1947年伊地知分教場から改称、1963年5月廃校）[注釈 5]
- 勝山市立北郷小学校第二分校（1947年岩屋分教場から改称、1964年廃校）
- 勝山市立北谷小学校中野俣分校（1965年）
- 勝山市立横倉小学校（勝山市立野向小学校に統合されて横倉分校となるも1971年廃校）[注釈 6]
- 勝山市立平泉寺小学校池ヶ原分校（1973年）[注釈 7]
- 勝山市立成器南小学校芳野原分校（1989年）[38]
- 勝山市立北谷小学校小原分校（1989年休校、1993年廃校）
- 勝山市立北谷小学校杉山分校（1990年休校、1997年廃校）
- 勝山市立北谷小学校（1997年）[39]
- 勝山市荒土小学校細野分校（2008年休校、2018年廃校）[40]

## あわら市
- あわら市波松小学校（2016年休校、あわら市北潟小学校へ統合）[41]
- あわら市吉崎小学校（2016年休校、あわら市細呂木小学校および石川県の加賀市立緑丘小学校へ統合）[41][42]
- あわら市新郷小学校（2017年休校、あわら市本荘小学校へ統合）[43][44]
- 吉崎村立浜坂小学校（1948年吉崎小へ統合）
- 細呂木村立細呂木第一小学校（1949年6月統合によりあわら市細呂木小学校〈当時：細呂木村立〉へ）[42]
- 細呂木村立細呂木第二小学校（同上）[42]
- 細呂木村立細呂木第三小学校（同上）[42]
- 芦原町立本荘小学校東善寺分校（1966年）[45]
- 芦原町立本荘小学校轟木分校（1972年）[45]
- 金津町立中川小学校（1970年統合によりあわら市金津東小学校〈当時：金津町立〉へ）[46]
- 金津町立熊坂小学校（同上）[46]
- 金津町立剱岳小学校（同上）[46]

## 越前市
- 越前市白山小学校第一分校（2004年）[47]
- 越前市味真野小学校中居分校（2007年）[48]
- 武生町神山東小学校（1947年越前市武生南小学校〈当時：武生町、同時期市制施行に伴い武生市〉へ統合）[49]
- 武生市白山小学校第二分校（1967年）[47]
- 武生市王子保小学校第一分校（1970年）[50]
- 武生市王子保小学校第二分校（1970年休校、1979年廃校）[50]

## 坂井市
- 坂井市立竹田小学校（2010年坂井市立長畝小学校へ統合し休校、2014年廃校[51]）
- 木部村立木部南小学校（1949年統合により坂井市立木部小学校〈当時：木部村立〉へ）[52]
- 木部村立木部北小学校（1949年木部小北分校となり、1957年廃校）[52]
- 木部村立木部西小学校（1949年木部小西分校となり、1967年廃校）[52]
- 雄島村立雄島小学校雄島分教場（1952年8月）[53]
- 雄島村立雄島小学校安島分教場（1952年8月）[53]
- 雄島村立雄島小学校崎分教場（1952年8月）[53]
- 三国町立新保小学校（1968年浜四郷小と統合し坂井市立三国西小学校〈当時：三国町立〉へ）[54]
- 三国町立浜四郷小学校（1968年新保小と統合し三国西小へ）[54]
- 丸岡町長畝小学校玄女分校（1974年）[55]
- 丸岡町長畝小学校乗兼分校（1974年）[55]
- 丸岡町立磯部小学校今市分校（1975年）[56]

## 吉田郡
- 永平寺町立志比北小学校（2024年休校、永平寺町立志比小学校へ統合）[57]

## 今立郡
- 池田町立池田第一小学校河内分校（1970年休校[58]、1977年廃校）
- 池田町立池田第二小学校（1976年池田第一小へ統合）
- 池田町立池田第一小学校（2011年池田第三小と統合し池田町立池田小学校へ）[58]
- 池田町立池田第三小学校（1969年池田第一小菅生分校から独立、2011年池田第一小と統合し池田小へ）[58]
- 池田町立池田第一小学校水海分校[59]（2002年休校[58]、2011年廃校）
- 池田村立池田第一小学校田代分校（1962年）[58]
- 池田村立池田第一小学校美濃俣分校（1962年）[58]
- 池田村立池田第一小学校割谷分校（1964年）[58]

## 南条郡
- 今庄町立堺東小学校岩谷分校（1964年）
- 今庄町立堺東小学校大河内分校（1965年）
- 今庄町立鹿蒜小学校（1965年南越前町立今庄小学校〈当時：今庄町立〉へ統合）[60]
- 今庄町立堺小学校坂取分校（1966年休校、1972年廃校）
- 今庄町立宅良小学校芋ヶ平分校（1967年休校、1972年廃校）
- 今庄町立堺小学校（1970年今庄小へ統合）[60]
- 今庄町立宅良小学校（1994年今庄小へ統合）[60]
- 今庄町立堺東小学校（同上）[60]
- 河野村立糠小学校（廃校時期不詳）[61]
- 河野村立糠小学校神土分校（1970年休校、1971年廃校）
- 河野村立桜橋小学校菅谷分校（1971年河野小菅谷分校となり休校、1974年廃校）

## 丹生郡
- 越前町立朝日小学校佐々生分校（1966年火災で休校、1967年廃校）[62]
- 越前町立萩野小学校笈松分校（2004年）[63]
- 越前町立四ヶ浦小学校（2025年城崎小と統合し越前町立越前小学校へ）[64]
- 越前町立城崎小学校（2025年四ヶ浦小と統合し越前小へ）[64]
- 越前町立常磐小学校（2025年越前町立朝日小学校へ統合）
- 宮崎村立宮崎小学校東分校（1963年）[65]
- 宮崎村立宮崎小学校西分校（1963年）[65]

## 三方郡
- 美浜町立美浜南小学校（2015年美浜北小と統合し美浜町立美浜西小学校へ）[66]
- 美浜町立美浜北小学校（2015年美浜南小と統合し美浜西小へ）[66]
- 美浜町立弥美小学校（2015年新庄小と統合し美浜町立美浜中央小学校へ）[66]
- 美浜町立新庄小学校（2015年弥美小と統合し美浜中央小へ）[66]
- 美浜町立美浜東小学校〈旧〉（2015年統合により美浜町立美浜東小学校〈新〉へ）[66]
- 美浜町立菅浜小学校（同上）[66]
- 美浜町立丹生小学校（同上）[66]

## 大飯郡
- 高浜町立日引小学校（2009年高浜町立内浦小中学校へ統合）[67]
- 高浜町立音海小学校（2009年高浜町立青郷小学校へ統合）[68]
- 高浜町立神野小学校（2009年内浦小[67]と青郷小[68]へ分割統合）
- 高浜町立青郷小学校高野分校（2009年休校）[68]
- 名田庄村立知三小学校（1976年統合によりおおい町立名田庄小学校〈当時：名田庄村立〉へ）[69]
- 名田庄村立奥名田小学校（同上）[69]
- 名田庄村立納田終小学校（同上）[69]
- 名田庄村立坂本小学校（同上）[69]
- 名田庄村立出合小学校（1976年[69]名田庄小出合分校となり、1978年休校、1988年廃校）
- 大飯町立佐分利小学校川上分校（1994年）[注釈 8]

## 三方上中郡
- 若狭町立岬小学校（2016年休校、児童は若狭町立梅の里小学校へ通学）[70]
- 若狭町立明倫小学校（2022年若狭町立三方小学校へ統合）[71]
- 若狭町立瓜生小学校（2025年新設の若狭町立上中小学校へ統合）[72]
- 若狭町立熊川小学校（同上）[72]
- 上中町立野木小学校堤分校（1970年）[73]
- 上中町立熊川小学校河内分校（1972年）[74]
- 三方町立第三小学校黒田分校（1972年）[75]
- 三方町立岬小学校神子分校（1982年）[76]
- 三方町立岬小学校常神分校（1982年）[76]